# Hoge Mote

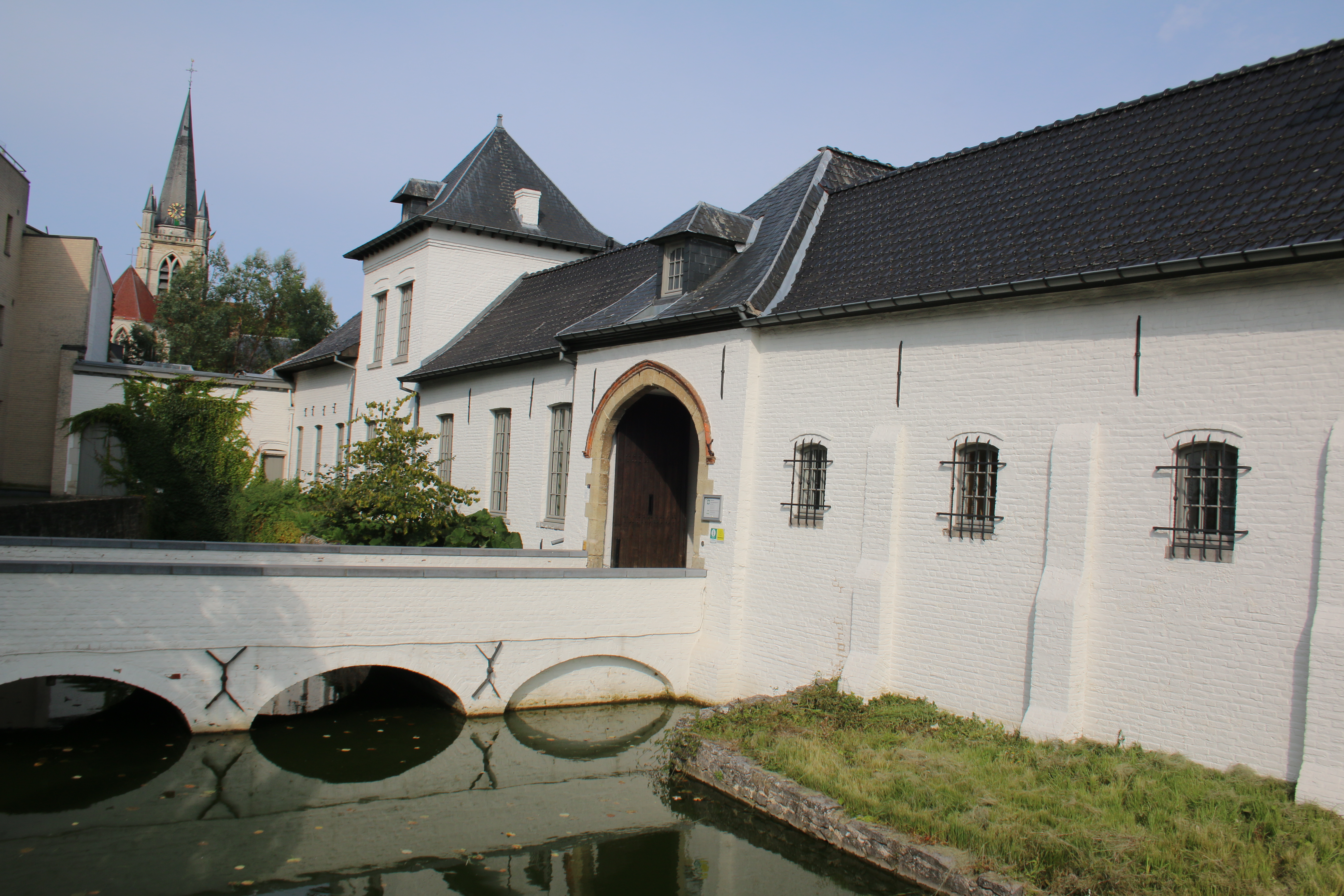
Hoge Mote, poortgebouw

De Hoge Mote is een voormalig kanunnikenhuis in de Oost-Vlaamse stad Ronse, gelegen aan de De Biesestraat 2.

## Geschiedenis
Hier lag waarschijnlijk al vanaf de 10e eeuw een motte, deel uitmakend van een versterkingsgordel. In de 17e eeuw was het een vierkant omgracht terrein dat in het noorden een woonhuis en in het zuiden een poortgebouw had.
Het huis zou omstreeks 1400 aangekocht zijn door het Sint-Hermeskapittel te Ronse. Tijdens het ancien régime werd het vrijwel steeds door kanunniken bewoond. In 1669 werd het verbouwd en bewoond door de proost van het kapittel. In de Franse tijd werd het kapittel opgeheven en ook de Hoge Mote werd openbaar verkocht in 1794 en kwam in particuliere handen. Er kwamen notabelen in te wonen. In 1866 kwam het aan J. Cambier-Robette, die textielfabrikant was. In hetzelfde jaar liet hij de oostelijke woonvleugel bouwen. In de omgeving (het huidige Bruulpark) nam hij een machinale weverij in bedrijf. Ook de westvleugel van het gebouw werd als fabriek ingericht (1905, 1913, 1926).
Naar ontwerp van L. de Wilde werd het huis na 1942 verbouwd. In 1963 werd dit stopgezet en in 1964 kwam het huis aan de stad Ronse en werd het gebruikt voor het Rijksarchief. In de westvleugel kwam in 1984 het Must Museum voor textiel, in het Spanjaardenkasteel huisde het Folkloremuseum. Op de Hoge Mote werd in 2018 een nieuw toeristisch infokantoor en onthaal- en belevingscentrum voor Ronse (art deco, Sint-Hermes en Fiertel, textielverleden) met uitkijktoren ingericht.

## Gebouw
Het poortgebouw is van 1696 maar heeft vermoedelijk een oudere kern. Het interieur van het woonhuis is deels in rococo- en neorococostijl. De fabrieksvleugel heeft nog een intacte weverij onder sheddak.

## Afbeeldingen

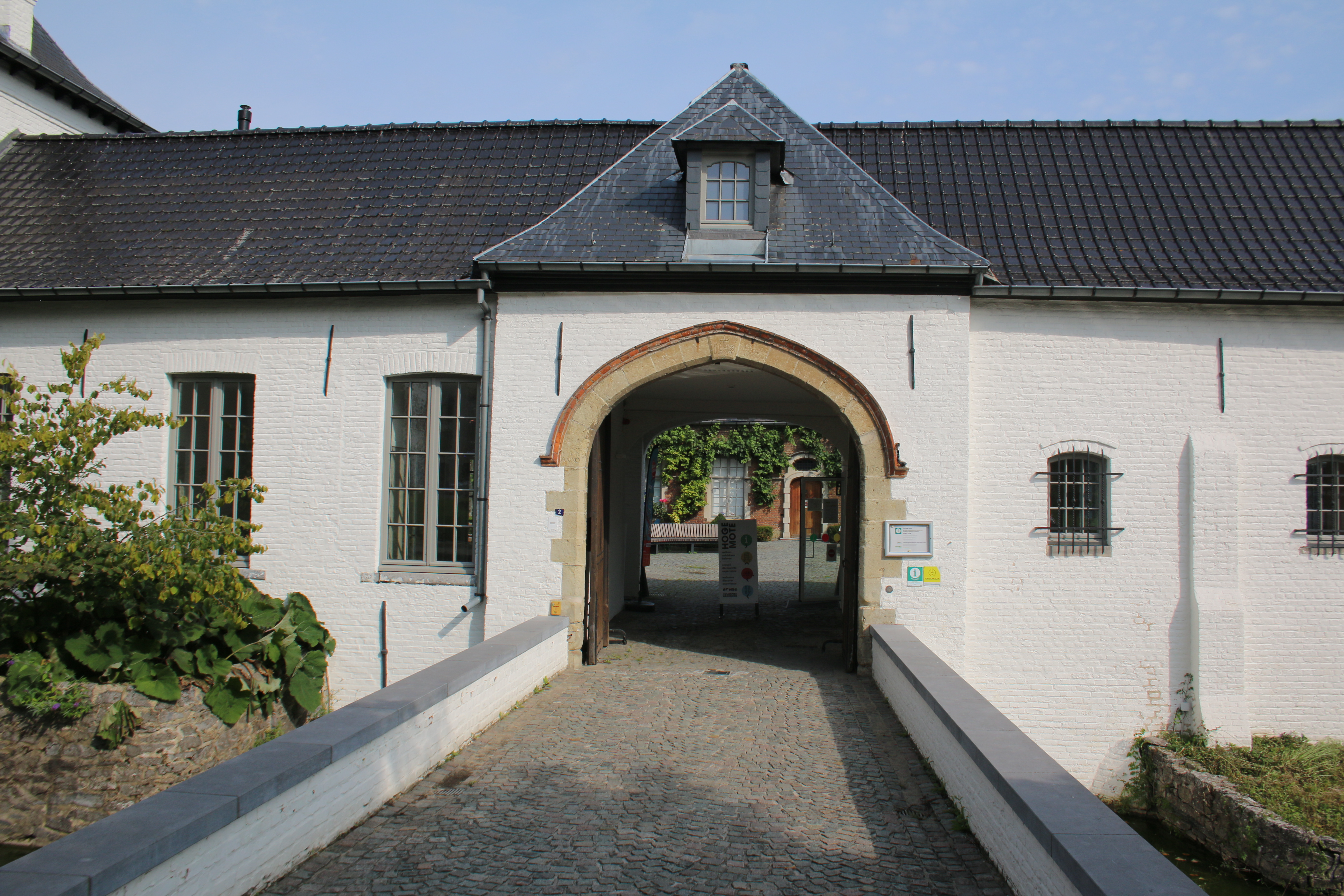
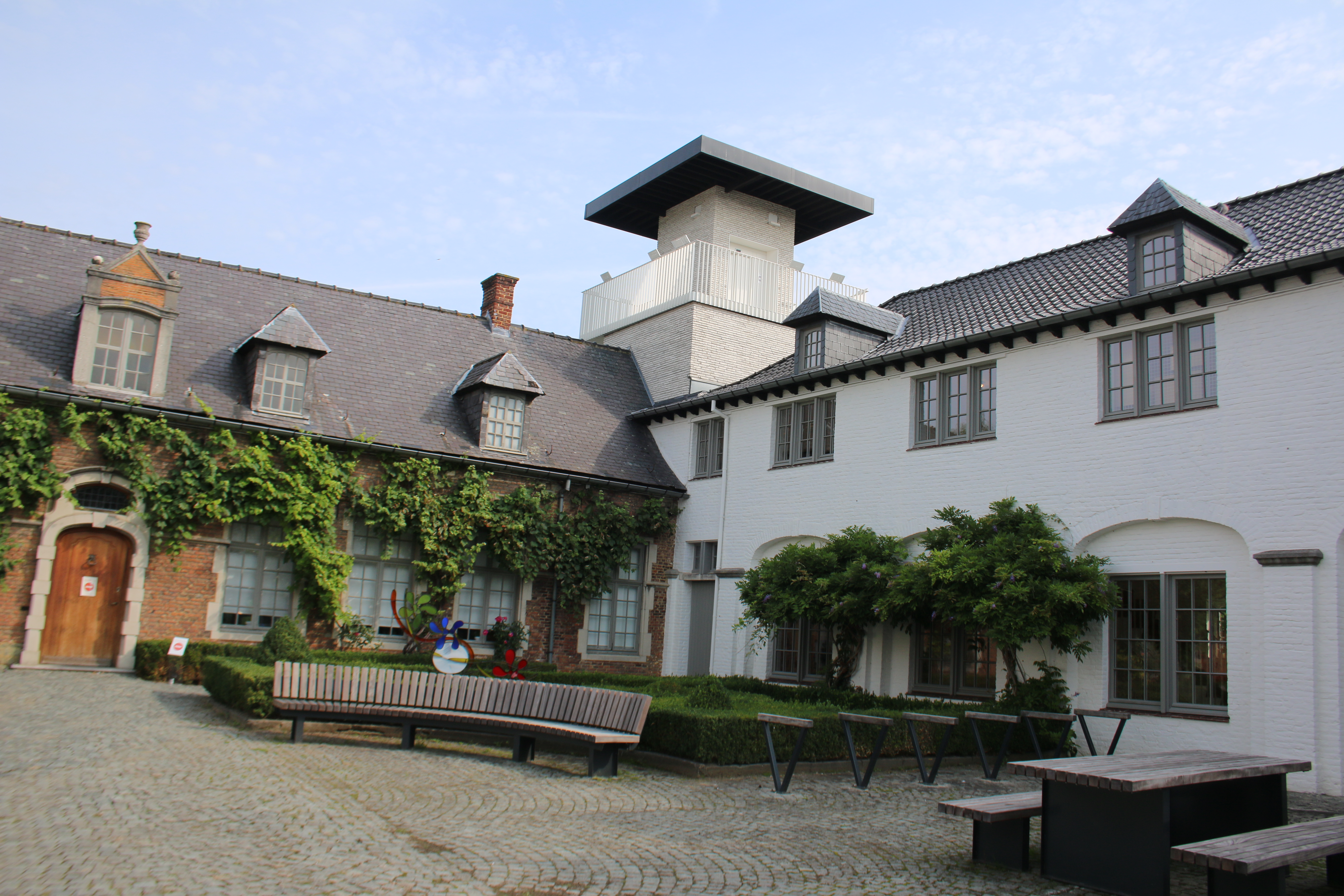
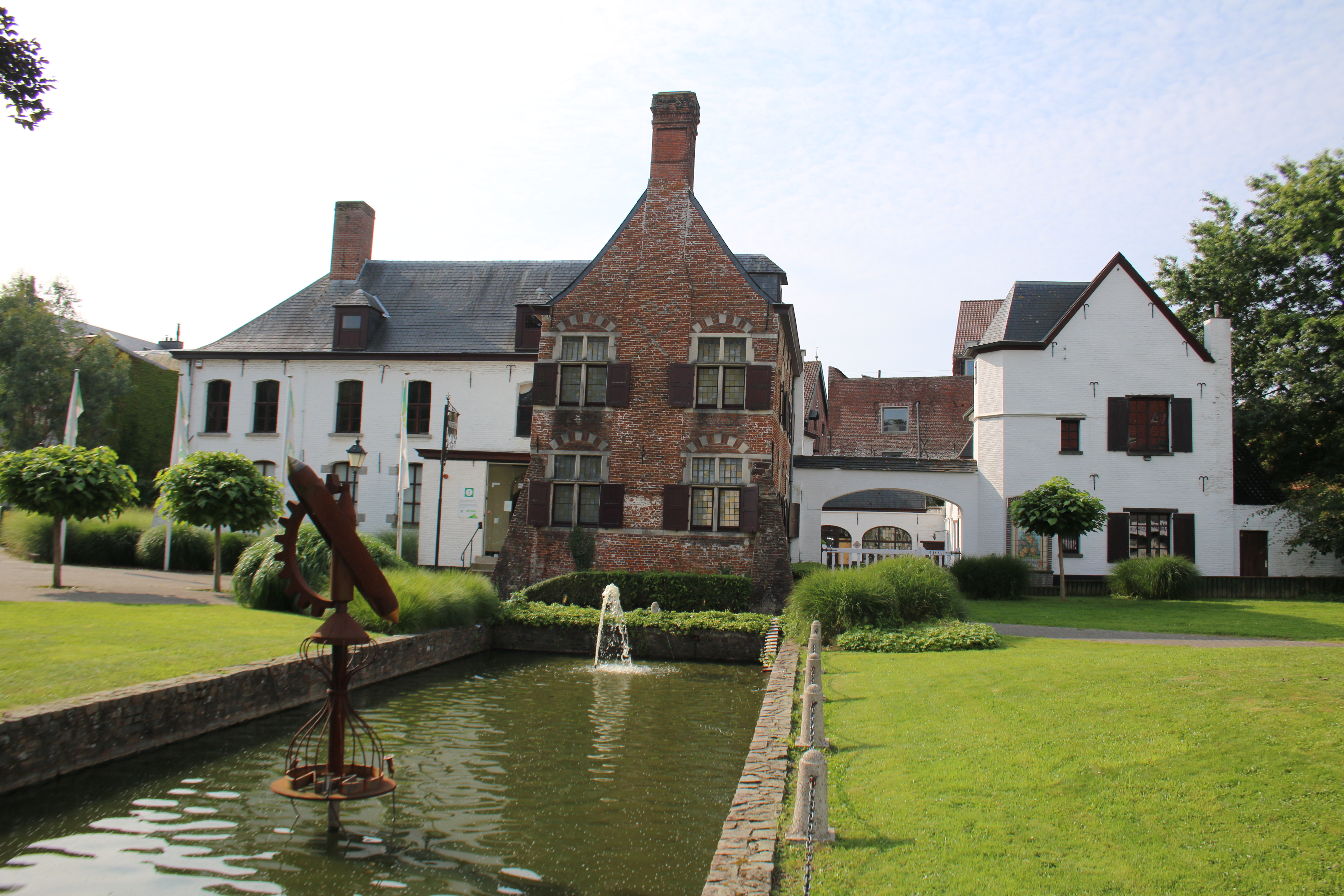
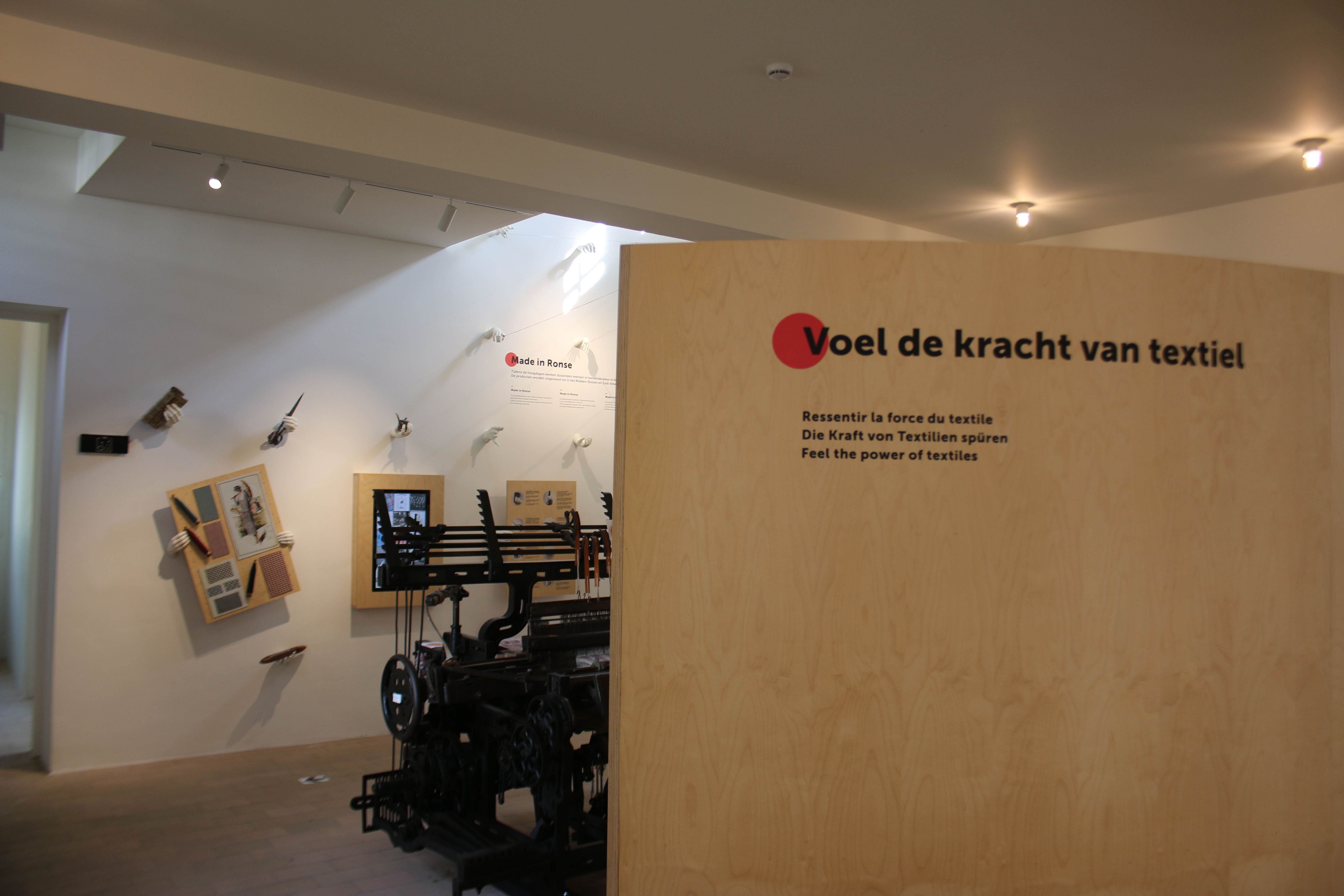
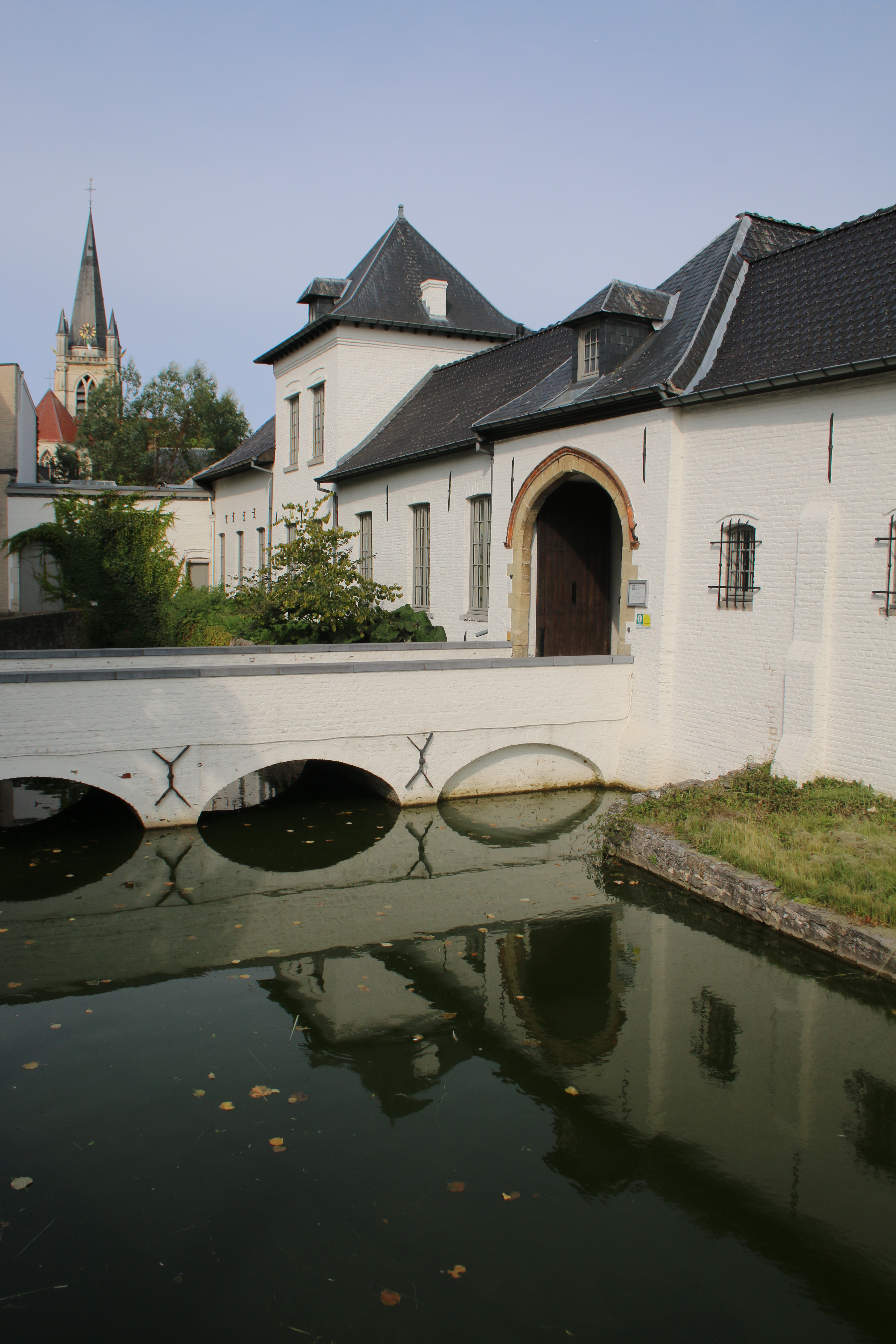